# Lerviksleden
Lerviksleden är en del av Furusundsleden med en alternativ sträckning väster om Mjölkö och Stora Älgö förbi Flaxenvik och Lervik vid Åkersberga. Leden startar på Trälhavet och följer fastlandet norrut istället för att, som Furusundsleden, gå ut på västra Saxarfjärden. Leden är rakare och något kortare än motsvarande del av Furusundsleden, men den är också smalare och grundare. Smalast är passagen mellan Mjölkö och Hästvilan.